# Xã Thornton, Quận Cook, Illinois
Xã Thornton (tiếng Anh: Thornton Township) là một xã thuộc quận Cook, tiểu bang Illinois, Hoa Kỳ. Năm 2010, dân số của xã này là 169.326 người.